# Émile Allais
Émile Allais (Megève, 25 februari 1912 –- Sallanches, 17 oktober 2012) was een Frans skiër.

## Biografie
Allais zijn carrière ken hoogdagen vanaf 1935. Zowel in de Afdaling, als in de Combinatie behaalde hij zilver op het Wereldkampioenschap Alpineskiën. Op de Olympische Winterspelen 1936 behaalde hij brons op de Combinatie. Op het Wereldkampioenschap in 1937 in Chamonix behaalde hij goud in alle 3 de onderdelen: de Afdaling, de Combinatie en de Slalom. In 1938 behaalde hij opnieuw goud op het Wereldkampioenschap op de Combinatie. In de andere 2 onderdelen behaalde hij zilver.
In 1936 was Allais een van de eerste skiërs die een sponsorcontract aanging, met de Franse skifabrikant Rossignol.
Na zijn carrière werd Allais nog coach van het Frans olympisch skiteam. Hij richtte ook een skischool op, die nu een van de grootsten van de wereld is.

## Belangrijkste resultaten
- Afdaling, WK 1935
- Combinatie, WK 1935
- Combinatie, Olympische Winterspelen 1936
- Afdaling, WK 1937
- Combinatie, WK 1937
- Slalom, WK 1937
- Combinatie, WK 1938
- Afdaling, WK 1938
- Slalom, WK 1938

- Bibliothèque nationale de France: cb140431116 (data)
- Gemeinsame Normdatei: 137601905
- International Standard Name Identifier: 0000 0003 7399 3122
- Library of Congress Control Number: n2012067379
- Nederlandse Thesaurus van Auteursnamen: 07511495X
- Système universitaire de documentation: 103565302
- Virtual International Authority File: 27267878
- WorldCat: E39PBJrwQYCcyvWfTKhDDBm8G3